# 国際標準化機構が定める国際標準一覧
国際標準化機構が定める国際標準一覧（こくさいひょうじゅんかきこうがさだめる こくさいひょうじゅん いちらん）は、国際標準化機構 (ISO) が定める国際標準を一覧にしたものである。
最新の完全な一覧を確認するためには、ISO Catalogue を参照すること。

## 国際標準化機構が定める国際標準一覧
一覧は膨大な項目を含むため、分割されている
- ISO 1 から ISO 999 まで
- ISO 1000 から ISO 1999 まで
- ISO 2000 から ISO 2999 まで
- ISO 3000 から ISO 3999 まで
- ISO 4000 から ISO 4999 まで
- ISO 5000 から ISO 5999 まで
- ISO 6000 から ISO 6999 まで
- ISO 7000 から ISO 7999 まで
- ISO 8000 から ISO 8999 まで
- ISO 9000 から ISO 9999 まで
- ISO 10000 から ISO 10999 まで
- ISO 11000 から ISO 11999 まで
- ISO 12000 から ISO 12999 まで
- ISO 13000 から ISO 13999 まで
- ISO 14000 から ISO 14999 まで
- ISO 15000 から ISO 15999 まで
- ISO 16000 から ISO 16999 まで
- ISO 17000 から ISO 17999 まで
- ISO 18000 から ISO 18999 まで
- ISO 19000 から ISO 19999 まで
- ISO 20000 から ISO 29999 まで
- ISO 30000 以降